# Brachinus quadrepennis
Brachinus quadrepennis är en skalbaggsart som beskrevs av Pierre François Marie Auguste Dejean. Brachinus quadrepennis ingår i släktet Brachinus och familjen jordlöpare. Inga underarter finns listade i Catalogue of Life.